# Chrysanympha
Chrysanympha là một chi bướm đêm thuộc họ Noctuidae.

## Các loài
- Chrysanympha formosa Grote, 1865